# Famous Blue Raincoat
Famous Blue Raincoat (in inglese: Il famoso impermeabile blu) è una canzone di Leonard Cohen contenuta nel suo album Songs of Love and Hate del 1971.
La canzone è scritta sotto forma di lettera (molte delle righe sono scritte in anfibraco). La canzone racconta la storia di un triangolo amoroso tra la voce narrante, una donna di nome Jane, e il destinatario della lettera, che viene identificato solo brevemente come mio fratello, il mio assassino.

## Cover
Il brano è stato reinterpretato, fra gli altri, da Tori Amos, Joan Baez, Jonathan Coulton, Eivør e Jared Louche.
Il brano è stato tradotto in italiano da Fabrizio De André e Sergio Bardotti col titolo La famosa volpe azzurra. Originariamente pensato per Dori Ghezzi, è stato inciso da Ornella Vanoni nell'album Ricetta di donna.